# Bandyligan 1996/1997
Bandyligan 1996/1997 spelades som enkelserie, följd av slutspel.

## Grundserien
| Lag                          | Spelade | Vinster | Oavgjorda | Förluster | Målskillnad | Poäng |
| ---------------------------- | ------- | ------- | --------- | --------- | ----------- | ----- |
| ToPV                         | 10      | 8       | 1         | 1         | 57-28       | 17    |
| Porin Narukerä               | 10      | 7       | 1         | 2         | 62-27       | 15    |
| Botnia-69, Helsingfors       | 10      | 6       | 1         | 3         | 54-30       | 13    |
| Porvoon Akilles              | 10      | 5       | 2         | 3         | 45-48       | 12    |
| Warkauden Pallo -35          | 10      | 5       | 1         | 4         | 52-37       | 11    |
| OLS                          | 10      | 4       | 2         | 4         | 38-45       | 10    |
| IFK Helsingfors              | 10      | 4       | 2         | 4         | 41-35       | 10    |
| Veitsiluodon Vastus          | 10      | 4       | 1         | 5         | 24-41       | 9     |
| Lappeenrannan Veiterä        | 10      | 4       | 1         | 5         | 51-58       | 9     |
| OPS                          | 10      | 2       | 0         | 8         | 23-63       | 4     |
| Jyväskylän Seudun Palloseura | 10      | 0       | 0         | 10        | 20-57       | 0     |

Lag 1-8 till slutspelsserien.

## Uppdelning

### Elitserien
| Lag                    | Spelade | Vinster | Oavgjorda | Förluster | Målskillnad | Poäng |
| ---------------------- | ------- | ------- | --------- | --------- | ----------- | ----- |
| Botnia-69, Helsingfors | 21      | 15      | 2         | 4         | 134-69      | 32    |
| ToPV                   | 21      | 14      | 3         | 4         | 123-82      | 31    |
| Warkauden Pallo -35    | 21      | 14      | 1         | 6         | 127-81      | 29    |
| Porin Narukerä         | 21      | 10      | 3         | 8         | 101-71      | 23    |
| OLS                    | 21      | 7       | 2         | 12        | 70-114      | 16    |
| IFK Helsingfors        | 21      | 6       | 3         | 12        | 74-86       | 15    |
| Veitsiluodon Vastus    | 21      | 6       | 2         | 13        | 61-109      | 14    |
| Porvoon Akilles        | 21      | 3       | 2         | 16        | 59-140      | 8     |

### Allfinskan
| Lag                          | Spelade | Vinster | Oavgjorda | Förluster | Målskillnad | Poäng |
| ---------------------------- | ------- | ------- | --------- | --------- | ----------- | ----- |
| Lappeenrannan Veiterä        | 10      | 8       | 1         | 1         | 103-40      | 17    |
| OPS                          | 10      | 6       | 1         | 3         | 66-30       | 13    |
| Kulosaaren Vesta             | 10      | 6       | 1         | 3         | 54-35       | 13    |
| Jyväskylän Seudun Palloseura | 10      | 5       | 1         | 4         | 62-43       | 11    |
| Mikkelin Kampparit           | 10      | 3       | 0         | 7         | 38-77       | 6     |
| Kellon Lyönti                | 10      | 0       | 0         | 10        | 18-116      | 0     |

## Kvartsfinaler
| Lag 1                 | Resultat | Lag 2               | Match 1 | Match 2 | Match 3 |
| --------------------- | -------- | ------------------- | ------- | ------- | ------- |
| OPS                   | 0–2      | Botnia-69           | 0-7     | 3-8     | -       |
| IFK Helsingfors       | 0–2      | Warkauden Pallo -35 | 1-6     | 1-6     | -       |
| OLS                   | 0–2      | Porin Narukerä      | 2-11    | 2-4     | -       |
| Lappeenrannan Veiterä | 0–2      | ToPV                | 3-5     | 2-11    | -       |

## Semifinaler
| Lag 1               | Resultat | Lag 2     | Match 1 | Match 2 | Match 3         |
| ------------------- | -------- | --------- | ------- | ------- | --------------- |
| Porin Narukerä      | 1–2      | Botnia-69 | 6-4     | 1-5     | 3-5 förlängning |
| Warkauden Pallo -35 | 1–2      | ToPV      | 6-4     | 3-7     | 2-4             |

## Match om tredje pris
| Lag 1               | Resultat | Lag 2          |
| ------------------- | -------- | -------------- |
| Warkauden Pallo -35 | 3–2      | Porin Narukerä |

## Final
| Lag 1     | Resultat | Lag 2 |
| --------- | -------- | ----- |
| Botnia-69 | 4–3      | ToPV  |

## Slutställning
| Placering | Lag                 |
| --------- | ------------------- |
| 1.        | Botnia-69           |
| 2.        | ToPV                |
| 3.        | Warkauden Pallo -35 |
| 4.        | Porin Narukerä      |